# Аккуш аль-Барлі
Аккуш аль-Барлі (араб. أقوش البرلي) — мамлюцький емір. Належав до азізі, мамлюкам айюбідського правитель Халеба аль-Азіза Мухаммеда, батька ан-Насіра Юсуфа. Нісба «аль-Барлі» може бути переосмисленим тюркським словом «олберлі» або «олперлі», назвою кипчацького племені, з якого, мабуть, походив Аккуш.
Аккуш брав участь у битві при Айн-Джалуті, після чого султан Кутуз винагородив його передачею в управління частини Палестини. Після придушення Бейбарсом у січні 1261 року заколоту Санджара аль-Халабі, Аккуш, побоюючись арешту, втік зі своїми прихильниками на північ і ненадовго взяв під контроль Халеб, але був вибитий мамлюками з міста в липні 1261 року. Коли їхні війська відійшли на південь, Аккуш знову захопив Халеб, і знову був вибитий звідти в жовтні. У короткочасний період своєї влади в Халебі він встиг прийняти втікача з Багдада аль-Хакіма, що вважався нащадком аббасида аль-Мустаршида (1118—1135), і скласти йому присягу як халіфу з метою зміцнення свого авторитету. Можливо, він не знав про існування халіфа аль-Мустансіра, поставленого Бейбарсом в Каїрі. Аккуш виділив аль-Хакіму кілька сотень туркменських вершників, з якими той виступив з міста, щоб у підсумку приєднатися до походу аль-Мустансіра на Багдад.
Втративши Халеб, Аккуш відступив на північний схід і захопив аль-Біру, а потім до Харрану, фортеці, що була в руках монголів. Навесні 1262 року він отримав заклик про допомогу від Аль-Саліха, сина атабека Бадр ад-Діна Лу'лу, якого взяли в облогу в Мосулі монголи. Аккуш відгукнувся на заклик, попри малу кількість його військ у порівнянні з монгольськими — 1200 або 1400 проти 10 тисяч. Командувач монголів, дізнавшись про наближення Аккуша, рушив війська йому назустріч. Армії зійшлися 7 травня 1262 року поблизу Сінджара, і мусульмани були повністю розбиті. Сам Аккуш був поранений і втік з малою частиною соратників в Аль-Біру. Ільхан Хулагу написав йому, зажадавши підпорядкування та обіцяючи дати аль-Біру в ікту (володіння). Замість цього Аккуш відправив повідомлення про покірність Бейбарсу, і в жовтні 1262 року був милостиво прийнятий в Каїрі. З цього часу аль-Біра перейшла під контроль султана. У 1263 році Аккуш аль-Барлі взяв участь у змові емірів Балабана ар-Рашиді і Айбега ад-Дім'яті, які планували ліквідувати султана. Змова була розкрита й Аккуша взяли під варту.